# Ниротморцевы
Ниротморцевы (Ниротморцовы) — дворянский род.
Потомство служилого немца Фёдора Морцова (начало XVII в.). Его правнук, полковник Иван Юрьевич, по крещении стал писаться Ниротморцев.
Род внесён в VI часть родословных книг Пензенской, Рязанской и СПб. губерний.

## Описание герба
Щит разделён диагонально к правому верхнему углу золотой полосой, на которой изображены три лилии голубого цвета, над полосой в левом красном поле изображен золотой крест; в нижней части в голубом поле — золотой рог.
На щите дворянский коронованный шлем. Нашлемник: три страусовых пера. Намёт на щите голубой и красный, подложенный серебром (Гербовник, VII, 35).

## Известные представители
- Ниротморцов Иван Иванович — стряпчий (1692)[1].
- Ниротморцев Михаил Юрьевич (18?? — 4.09.1916) — подпоручик Лейб-гвардии Егерского полка. Потомок Василия Михайловича Карамзина — старшего брата историка Карамзина Николая Михайловича. Родился в Симбирске, окончил 1-ю Симбирскую классическую гимназию, окончил юридический факультет Московского университета. С началом Первой мировой войны добровольно вступил в Лейб-гвардии Егерский полк с чином прапорщика. Летом 1916 года подпоручик Ниротморцев был тяжело ранен на фронте. Скончался от ран 4 сентября 1916 года в Санкт-Петербурге. 15 сентября 1916 года погребён в усыпальнице Лейб-гвардии Егерского полка, в склепе церкви Святого Мирония в Санкт-Петербурге.